# Apink
Apink (кор. 에이핑크; яп. エーピンク; читается как Эйпинк) — южнокорейская гёрл-группа, сформированная в 2011 году компанией 
IST Entertainment (ранее Play M Entertainment, A Cube Entertainment и Plan A Entertainment). Группа дебютировала 19 апреля 2011 года с мини-альбомом Seven Springs of Apink и с пятью участницами: Чорон, Боми, Ынчжи, Намчжу и Хаён. Юкён покинула группу в апреле 2013 года, Наын покинула группу в апреле 2022 года.
С момента своего дебюта Apink завоевали успех и признание, и группа завоевала награды на таких премиях, как Golden Disk Awards, Seoul Music Awards и Mnet Asian Music Awards. Их первая победа на музыкальной программе состоялась 5 января 2012 года на M Countdown с песней «My My» из второго мини-альбома Snow Pink. Apink получили более 30-ти музыкальных и 32-ух музыкальных наград. На сегодняшний день Apink выпустили десять корейских мини-альбомов, четыре корейских студийных альбома и три японских студийных альбома. Официальное название фан-клуба: Panda.

## История группы

### Пре-дебют
В феврале 2011 года A Cube Entertainment объявили, что первым стажером новой женской группы Apink стала Сон НаЫн, которая была представлена в песнях Beast «Soom» (숨; «Breath»), «Beautiful» и «Niga Jeil Joha» (니가 제일 좋아; «I Like You the Best») видеоклипы в конце 2010 года. Второй участницей стала лидер группы, Пак ЧоРон, которая принимала участие в записи видео на японскую версию «Shock» группы Beast. A Cube объявили О ХаЁна третьей участницей. В марте Чон ЫнЧжи была представлена как четвёртая участница в Twitter-аккаунте A Cube через видео, на котором она поет исполнение песни Дженнифер Хадсон «Love You I Do». Хон ЮКён была аналогичным образом объявлена в онлайн-видео, где она играла на фортепиано. Последние две участницы, Юн БоМи и Ким НамЧжу, были представлены в рамках реалити-шоу группы Apink News.
Перед дебютом группы на корейском кабельном телеканале TrendE было запущено шоу «APink News». Шоу рассказывало о подготовке участниц к дебюту. Пилотная серия «APink News» была показана 11 марта. В каждом эпизоде в роли ведущих выступали различные знаменитости. В их числе такие знаменитости как G.NA, Mario, Сынхо и G.O из группы MBLAQ, Beast, 4minute, Джинвон из 2AM, Сонгю и Сончжон из INFINITE а также Сонхва и Хёсон из группы Secret. За неделю до официального дебюта Apink снялись в своём первом телевизионном рекламном ролике Ceylon Tea.

### 2011: Дебют сSeven Springs of Apink, растущий успех и дальнейшие релизы

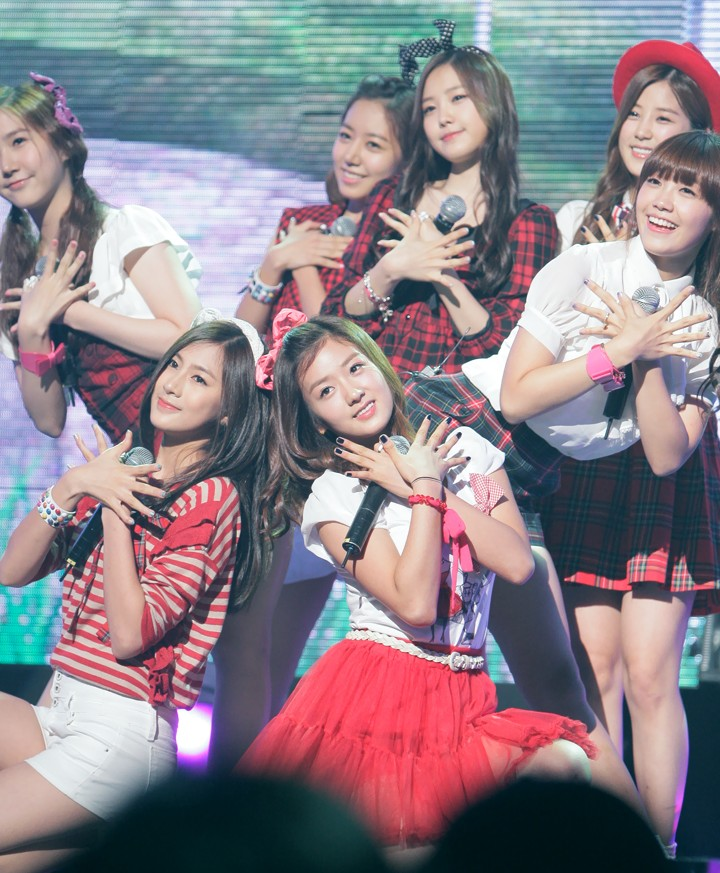
A Pink на финальном выступлении GSL 5 сезона Code S Final Performance, 2011

Группа выпустила свой дебютный мини-альбомом, Seven Springs of Apink и музыкальное видео для сингла «Mollayo» (кор. 몰라요; «I Don’t Know»), 19 апреля 2011 года. Альбом состоит из пяти песен, в том числе «It Girl» и «Wishlist». В видеоклипе на «Mollayo» снялся Ли Ги Кван из Beast. Впервые Apink выступили с дебютным синглом «Mollayo» на M! Countdown 21 апреля в целях продвижения их альбома. После нескольких месяцев продвижения «Mollayo», они начали продвигаться с «It Girl». Apink также записали песню «Uri Geunyang Saranghage Haejuseyo» (кор. 우리 그냥 사랑하게 해주세요; «Please Let Us Love») для SBS дорамы, Protect the Boss, саундтрек был выпущен в сентябре. 
В ноябре, Apink начали снимать реалити-шоу под названием «Рождение семьи» с бой-бендом Infinite. Шоу было посвящено усилиям двух айдол-групп по уходу за брошенными и подвергшимися жестокому обращению животными в течение восьми недель.
22 ноября состоялся релиз второго мини-альбома группы под названием Snow Pink с новым синглом «My My». В преддверии выхода альбома группа выпустила клип на сингл. Промоушен с песней начался 25 ноября на музыкальном шоу канала KBS Music Bank. Промоушен для «My My» включали однодневное чайное кафе, обслуживающее фанатов для сбора прибыли на благотворительность, участницы группы сами готовили еду и напитки. Они также продали на аукционе личные вещи на благотворительность.
29 ноября на Mnet Asian Music Awards проходившей в Сингапуре, группа получила награду в номинации «Лучшая новая женская группа». В декабре года Apink и Beast выпустили видеоклип на песню «Skinny Baby» для бренда школьной формы Skoolooks.

### 2012—2013:Une Année,Secret Garden, уход ЮКён и коммерческий успех

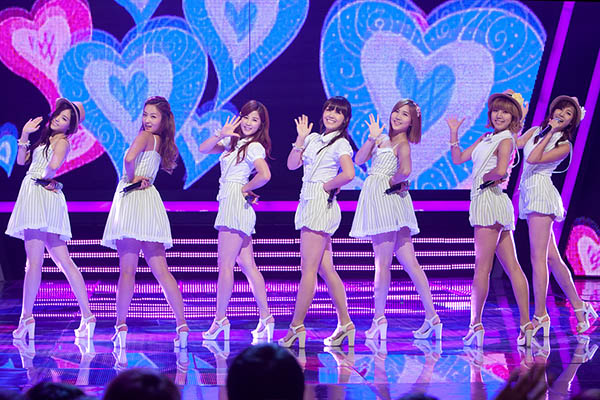
Apink на выступлении с песней «Bubibu» на M Countdown в Юго-Восточной Азии, 2012.

В январе 2012 года они получили ещё три награды на церемонии вручения Korean Culture & Entertainment Awards, Golden Disk Awards в Осаке и High 1 Seoul Music Awards в Сеуле.
Так же январе 2012 года Apink выиграли на музыкальном шоу M Countdown за песню «My My». В феврале они получили награду «Новичок года» на первой церемонии вручения Gaon Chart Awards. Группа выступила на Canadian Music Fest в марте 2012 года. У шоу Apink News было три сезона. В третьем сезоне, который начал выходить в эфир в июне 2012 года, участницы Apink участвовали в качестве сценаристов, операторов, режиссёров и выполняли другие производственные работы.
Затем группа выпустила одноимённый сингл «April 19» (4월 19일), на первую годовщину. Песня была написана Ким Чжин Хваном, с лирикой лидера группы Чорон. Песня была включена в их первый студийный альбом, Une Année, который был выпущен 9 мая. Группа начала продвижение альбома с еженедельных выступлений на музыкальных программах, с заглавной песней «Hush» до июня. Они продолжали продвигать альбом в июле с выпуском их третьего сингла с альбома, «Bubibu». Сингл был выбран поклонниками через опрос на сайте Mnet.
В январе 2013 года Apink записали ещё один сингл с Beast для продвижения Skoolooks. 5 января на концерте AIA K-POP 2013 в Гонконге группа исполнила несколько своих песен вместе с другими группами Cube Entertainment — 4Minute и Beast. В апреле Play M Entertainment опубликовали заявление о том, что Хон ЮКён покинула группу из-за учебного расписания, а Apink продолжат работу в составе группы из шести человек без добавления новых участниц.
Третий мини-альбом группы Secret Garden и клип к заглавному треку «NoNoNo» были выпущены 5 июля. «NoNoNo» стал синглом группы с самым высоким рейтингом, достигнув 2 строчки в Billboard' K-Pop Hot 100. В ноябре на церемонии вручения Mnet Asian Music Awards Apink получил награду «Глобальная звезда нового поколения». В декабре Apink совместно с артистами Cube Entertainment Beast, 4Minute, BTOB, G.NA, Ро Чжихуном, Шин Чжихуном и Ким Кири выпустили сингл «Christmas Song». В том же месяце они записали совместный с B.A.P сингл под названием «Mini» для Skoolooks.
В июле Apink были избраны почетными послами Seoul Character & Licensing Fair 2013 года.

### 2014—2016: Secret Garden, Pink Blossom и Pink LUV
5 июля вышел третий мини-альбом группы под названием Secret Garden) с заглавным треком «NoNoNo», на который был представлен клип. 
С промоушеном «NoNoNo» группе удалось заработать две награды на музыкальных шоу. 
Через две недели после релиза клипа на «NoNoNo», группа представила ещё один клип на трек мини-альбом — «Secret Garden» (одноименный трек альбома).
31 марта A Pink представили четвёртый мини-альбомом, получившим название «Pink Blossom». Продюсером альбома стал известный композитор Duble Sidekick, заглавная песня — «Mr.Chu» — так же была написана им (при участии SEION). 
С песней — «Mr.Chu» группе удалось собрать награды всех музыкальных шоу.

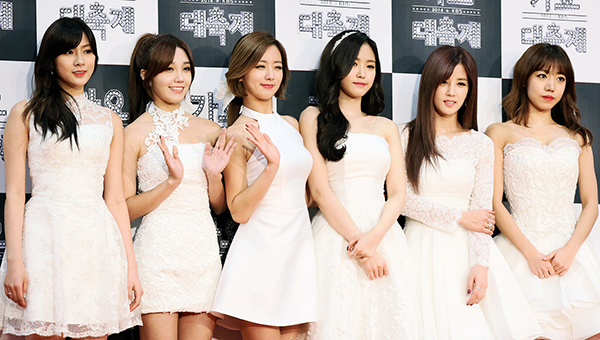
Apink на 2014 KBS Song Festival red carpet

Осенью того же года — 22 октября — состоялся официальный дебют группы на японской музыкальной сцене. Для дебюта был выбран хит «NoNoNo», в сам сингл кроме заглавного трека вошла вторая композиция «My My».
24 ноября вышел пятый мини-альбом «Pink LUV». Заглавная песня получила название «LUV». С этим треком A Pink выиграли 17 наград на различных музыкальных программах. Песня возглавляла чарты долгое время.
27 июля A Pink представили второй полноформатный альбом «Pink Memory». С заглавным треком «Remember». A Pink взяли 2 награды на музыкальных шоу.
18 апреля участница группы A Pink Чон Ын Джи дебютировала сольно. Выпустив мини-альбом под названием «Dream». Заглавный трек написала сама исполнительница и назвала его «Hopefully sky». Дебют получился очень даже успешным. Были выиграны две награды на музыкальных шоу.
Также в честь пятой годовщины группа выпустила песню, которую написала лидер Пак ЧоРон. Она называется «The Wave».
26 сентября Apink выпустили третий полноформатный альбом «Pink Revolution» c заглавным треком «Only One». В альбом также вошли корейская версия японского сингла «Brand New Days» с названием «Catch Me» и «The Wave» — песня, написанная лидером группы Пак Чорон в честь 5 годовщины.

### 2017—2018:Pink Up, соло активность, азиатский тур,Pink SpaceиOne & Six

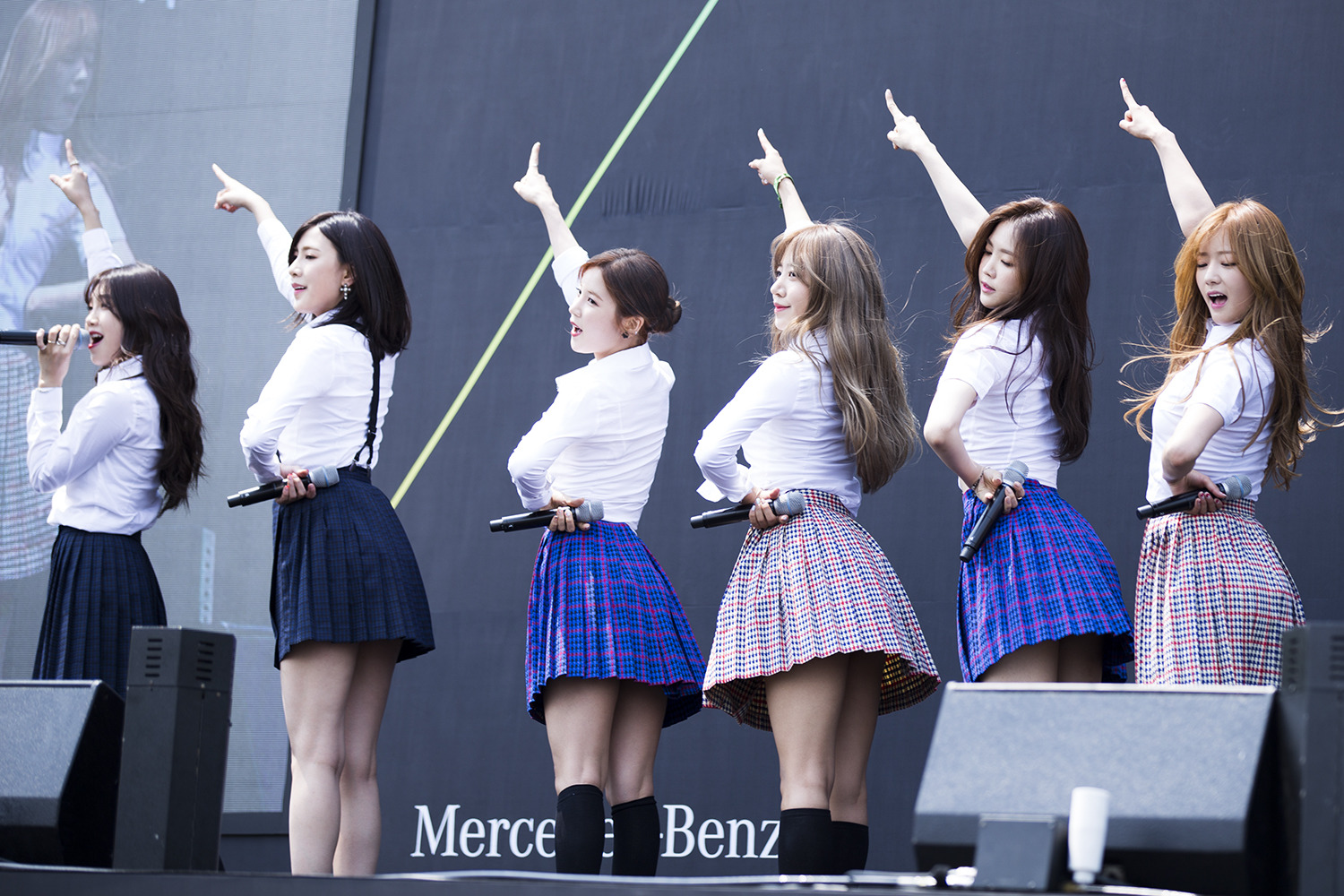
Apink Apink выступают на Mercedes Benz Donatic & Race Event в мае 2017 года

21 марта 2017 года Apink выпустили свой седьмой японский сингл «Bye Bye». 19 апреля Apink выпустили ещё одну фан-песню, «Always».
26 июня Pink UP был выпущен вместе с синглом «Five», написанным Shinsadong Tiger. В свою первую неделю выпуска Pink Up возглавил альбомный чарт Gaon, первый с момента Pink Luv. «Five» достигла пика на 4 строчке в цифровом чарте Gaon.
Apink выпустил японский сингл «Motto GO! GO!» 25 июля и продвигали песню, проводя свой третий тур по Японии, «3 Years» — выступая в Кобе 22-го, Нагоя 26-го и Йокогама 30-го июля. Совместно с другими артистами лейбла Ха Гаком и Victon, Apink выпустили «Oasis» 3 августа, ремейк песни Brown Eyed Girls 2007 года.
Начиная с августа, Apink начали свой азиатский тур «Pink Up» выступив в Гонконге, Бангкоке и Тайбэе. В октябре Apink вернулись в Японию для продвижения своего девятого японского сингла «Orion», а позже в том же месяце объявили о закрытии своего японского фан-клуба «Panda Japan». На церемонии награждения Asia Artist Awards 15 ноября, група получила награду «Лучшая знаменитость».

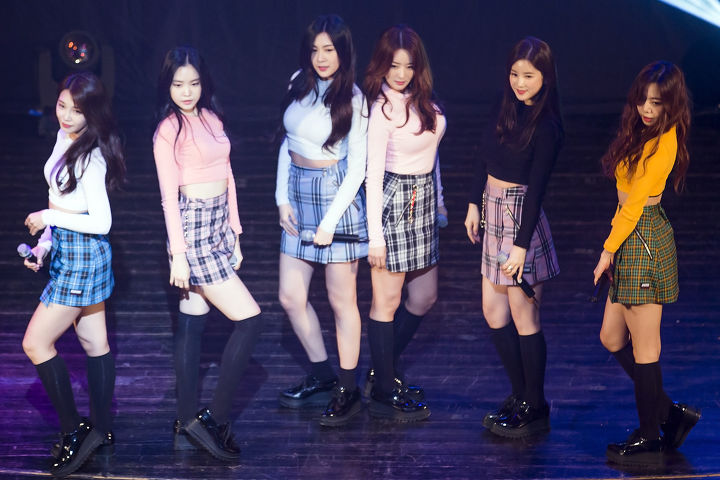
Apink в марте 2018 года

Apink провели свой четвёртый корейский концерт «Pink Space» в Сеуле 12 и 13 января 2018 года. Концерт, о котором было объявлено в декабре, был распродан через три минуты после его объявления. В рамках празднования своего седьмого юбилея, Apink выпустили сингл «Wonder» и фотокнигу 19 апреля, а после фан-встреча 21 апреля.
2 июля Apink выпустили свой седьмой мини-альбом One & Six. Заглавный трек «I’m So Sick» (кор. 1도 없어) был использован для продвижения альбома вместе с би-сайд треком «Alright». Ещё раз, Apink работали с общим соавтором Black Eyed Pilseung для заглавного трека, который ранее продюсировал «Only One». С этим возвращением Apink концептуально принял другое направление, с более смелым изображением и более сложным звуком. Billboard выбрали заглавный трек в качестве одной из «20 лучших песен K-Pop 2018 года», отметив, что «Это было немного странно поскольку группа из шести человек поменяла свой девичий образ на что-то гораздо более зрелое».
В августе Apink отправились в очередной тур по Азии, посетив Гонконг, Куала-Лумпур, Джакарту, Сингапур, Токио и Тайбэй. 1 декабря Apink получили премию «Top 10 Artists Award» на MelOn Music Awards за свою песню «I’m So Sick».

### 2019—2020:Pink Collection: Red and White,PercentиLook

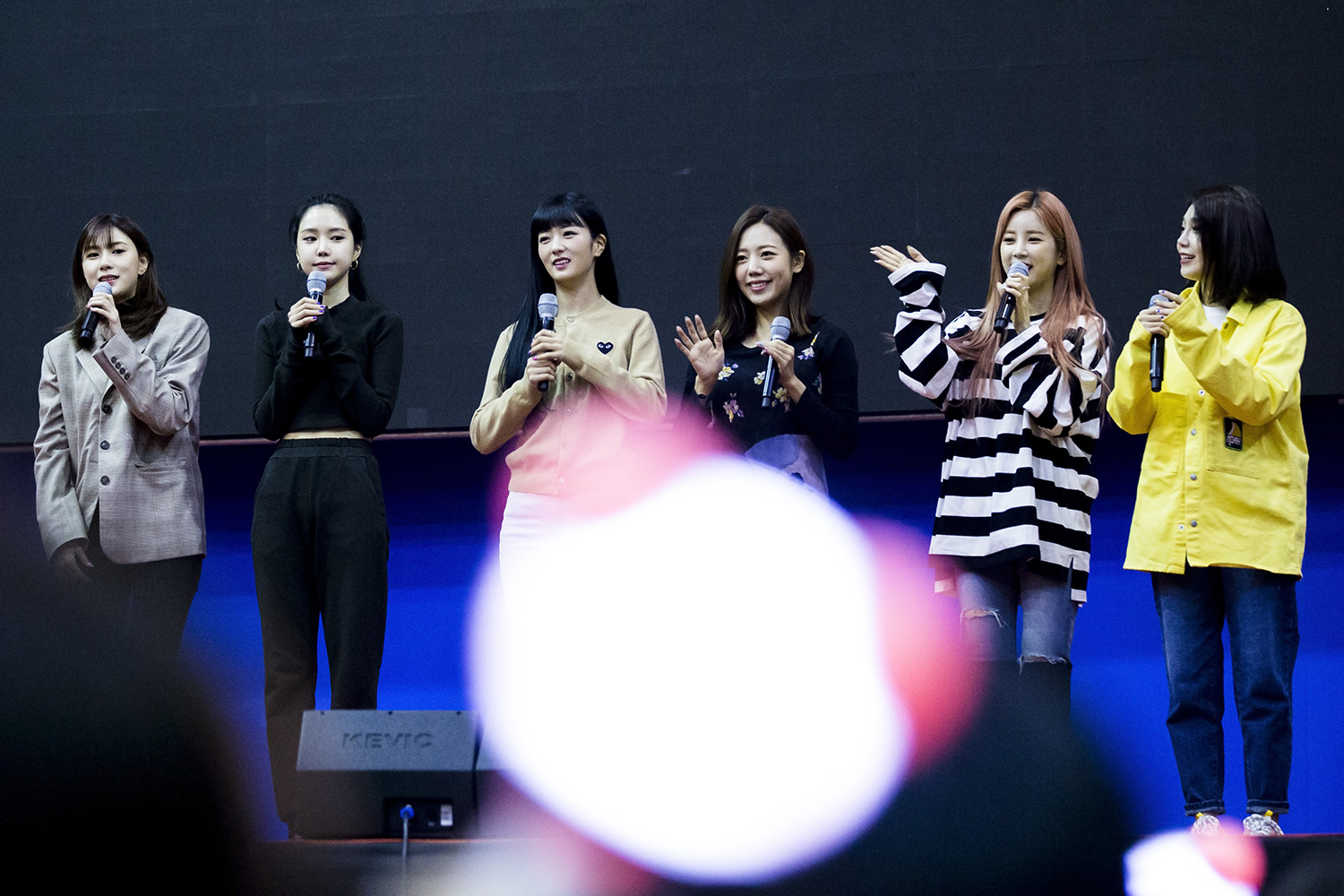
Apink на фан-встрече, в январе 2019 года.

12 и 13 января в Сеуле состоялся пятый корейский концерт Pink Collection: Red and White. Концерт, о котором было объявлено в декабре, все билеты были раскуплены через три минуты после его анонса. За этим последовал концерт Apink Japan Live Pink Collection в Токио, состоявшийся 3 и 4 февраля.
7 января Apink выпустили свой восьмой мини-альбом Percent, а также сингл «%%(Eung Eung)», спродюсированный частым соавтором Black Eyed Pilseung и Jeon Goon. Сингл, который продолжил новое направление, взятое группой с «i’m So Sick», возглавил несколько музыкальных чартов в Южной Корее после его выпуска и достиг № 17 в цифровом чарте Gaon, в то время как альбом достиг № 3 в корейском чарте и № 14 в чарте Billboard World Albums. Чтобы продвинуть новый альбом, Apink исполнили «%%(Eung Eung)» на различных музыкальных шоу, наряду с би-сайд треком «Hug Me», в течение двух недель, начиная с 9 января.
Чтобы отпраздновать свое 8-летие, Apink выпустили цифровой сингл «Everybody Ready?», посвященный фанатам 19 апреля.
13 апреля 2020 года A Pink выпустили девятый мини-альбом Look с ведущим синглом «Dumhdurum». Песня была написана и спродюсирована Black Eyed Pilseung и Чон Гуном, которые работали над предыдущими песнями группы «I'm So Sick» и «%%(Eung Eung)». После релиза песня возглавила четыре основных чарта в реальном времени в Южной Корее и стала их первой песней, занявшей первое место в Melon за 5 лет, начиная с «Remember». Для продвижения нового альбома Apink исполнили «Dumhdurum» на различных музыкальных шоу вместе с би-сайдами «Be Myself», «Love is Blind» и «Moment» в течение двух недель, начиная с 17 апреля. Look дебютировал на втором месте в чарте альбомов Gaon, в то время как «Dumhdurum» достиг пика на втором месте в цифровом чарте, что дало группе девятый сингл из топ-10. «Dumhdurum» также занял второе место в списке лучших K-pop песен 2020 года по версии Billboard.

### 2021 — н.в: 10-летняя годовщина, уход Наын, новый саб-юнит и уход из агентства
19 апреля 2021 года Apink выпустили цифровой сингл «Thank You», в честь 10-летия группы.
29 апреля Play M Entertainment объявили, что все участницы, за исключением Сон Наын, продлили свои контракты, однако Наын по-прежнему будет участницей группы. Со сменой агентства группа не будет распущена и останется группой из шести человек.
В декабре IST Entertainment объявили, что Apink вернутся в феврале 2022 года. 14 февраля 2022 года Apink выпустили свой второй специальный альбом Horn.
8 апреля стало известно, что Сон На Ын покинет группу из-за трудностей с совмещением работы как актрисы, так и айдола. Позже это было подтверждено IST Entertainment через фанкафе группы.
19 апреля Apink выпустили новый цифровой сингл, чтобы отпраздновать свою 11-ю годовщину.
В июне 2022 года IST Entertainment объявила, что Чорон и Боми сформировали новое подразделение Apink под названием ChoBom и выпустили свой первый сингловой- альбом Copycat 12 июля.
14 марта 2023 года был подтвержден релиз 10-го мини-альбома Apink SELF, релиз которого запланирован на 5 апреля. 28 апреля IST Entertainment объявили, что все участницы за исключением Чон Ынджи, не продлили свои контракты с компанией, но групповая деятельность будет приостановлена.

## Участницы
| Сценический псевдоним | Сценический псевдоним | Настоящее имя | Настоящее имя | Дата рождения | Позиция в группе                     |
| Основной              | Другой                | На русском    | Хангыль       | Дата рождения | Позиция в группе                     |
| --------------------- | --------------------- | ------------- | ------------- | ------------- | ------------------------------------ |
| Чорон                 | Chorong               | Пак Чо Рон    | 박초롱        | 03.03.1991    | Лидер, саб-вокалистка, главный рэпер |
| Боми                  | Bomi                  | Юн Бо Ми      | 윤보미        | 13.08.1993    | Главный танцор, ведущая вокалистка   |
| Ын Джи                | EunJi                 | Чон Ын Джи    | 정은지        | 18.08.1993    | Главная вокалистка, лицо группы      |
| Намчжу                | Namjoo                | Ким Нам Чжу   | 김남주        | 15.04.1995    | Ведущая вокалистка, ведущий танцор   |
| Хаён                  | Hayoung               | О Ха Ён       | 오하영        | 19.07.1996    | Вокалистка, ведущий рэпер, макнэ     |

### Бывшие участники
| Сценический псевдоним | Сценический псевдоним | Настоящее имя | Настоящее имя | Дата рождения | Позиция в группе                              |
| Русский               | Другой                | Русский       | Хангыль       | Дата рождения | Позиция в группе                              |
| --------------------- | --------------------- | ------------- | ------------- | ------------- | --------------------------------------------- |
| Наын                  | Naeun                 | Сон На Ын     | 손나은        | 19.02.1994    | Ведущий танцор, саб-вокалистка, вижуал, центр |
| Юкён                  | Yookyung              | Хон Ю Кён     | 홍유경        | 22.09.1994    | Главный рэпер, вокалистка                     |

## Дискография
| Корейские альбомы Студийные альбомы Une Année (2012) Pink Memory (2015) Pink Revolution (2016) Мини-альбомы Seven Springs of Apink (2011) Snow Pink (2011) Secret Garden (2013) Pink Blossom (2014) Pink Luv (2014) Pink Up (2017) One & Six (2018) Percent (2019) Look (2020) Horn (2022) Self (2023) | Японские альбомы Студийные альбомы Pink Season (2015) Pink Doll (2016) Pink Stories (2017) |  |

## Фильмография
Apink начали с документальной программы под названием «Apink News», которая транслировалась на кабельном канале TrendE в течение трех сезонов (2011—2012). Они появились в другом реалити-шоу «Рождение семьи» в 2011—2012 годах. В 2014 году Apink появились на другом реалити-шоу, «Showtime», и был темой третьего сезона.

### Реалити-шоу
| Год       | Название           | Телеканал             | Примечание        |
| --------- | ------------------ | --------------------- | ----------------- |
| 2011—2012 | Apink News         | TrendE                |                   |
| 2011—2012 | Birth of Family    | KBS2                  | Вместе с Infinite |
| 2013-н.в  | Apink Diary        | Apink YouTube Channel |                   |
| 2014      | Apink’s Showtime   | MBC Every 1           |                   |
| 2016      | Extreme Adventures | Naver Vapp            |                   |
| 2017      | Finding X-PINK     | Naver Vapp Ch+        |                   |
| 2017-2018 | Put Your Hands Up  | Naver Vapp Ch+        |                   |
| 2019      | Everybody Ready    | Naver Vapp Ch+        |                   |
| 2020      | Idol Tour          | 1theK Originals       |                   |

## Концерты и туры

### Хедлайнеры
Корейские туры
- «Pink Paradise» (2015)
- «Pink Island» (2015)
- «Pink Party» (2016)
- «Pink Space» (2018)
- «Pink Collection: Red and White» (2019)

Японские туры
- «Apink 1st Live Tour — Pink Season» (2015)
- «Apink 2nd Live Tour — Pink Summer» (2016)
- «Apink 3rd Live Tour — 3 Years» (2017)
- «Apink Japan Live Pink Collection» (2019)

Азиатские туры
- «Apink Secret Garden in Singapore — Vizit Korea» (2013)
- «Pink Paradise Asia Tour» (2015)
- «Apink Pink Memory Day In Singapore Mini Concert & Fan Meeting» (2016)
- «Pink Aurora Asia Tour» (2016—2017)
- «Pink Up Asia Tour» (2017)
- «One&Six Asia Tour» (2018)

Американские туры
- «Pink Memory: Apink North America Tour» (2016)

## Награды и номинации
Группа получила награды на таких премиях, как 26-я премия Golden Disk Awards, 21-я Seoul Music Awards и 13-Mnet Asian Music Awards. Их первая победа на музыкальной программе состоялась 5 января 2012 года на M Countdown с песней «My My» из второго мини-альбома Snow Pink.